# Routes E0x
Ne doit pas être confondu avec la série de route européenne Ex et route européenne E1x.
Pour un article plus général, voir Route européenne.
Les Routes européennes de type 0xx ont été définies dans l'Accord européen sur les grandes routes de trafic international.
Les routes d’embranchement, de rocade ou de liaison situées à l’est de la E 101 ont des numéros à trois chiffres commençant par 0 et allant de 001 à 099.

## Routes d’embranchement, de rocade ou de liaison
| Routes E | Trajet                              | Itinéraire elbruz.org | Remarques |
| -------- | ----------------------------------- | --------------------- | --------- |
| E 001    | Tbilissi (GE) - Vanadzor (AM)       | -                     | -         |
| E 002    | Alyat (AZ) - Sadarak (AZ)           | -                     | -         |
| E 003    | Uchkuduk (UZ) - Gaudan (TM)         | -                     | -         |
| E 004    | Kyzylorda (KZ) - Boukhara (UZ)      | -                     | -         |
| E 005    | Guza - Samarcande (UZ)              | -                     | -         |
| E 006    | Aini (TJ) - Kokand (UZ)             | -                     | -         |
| E 007    | Tachkent (UZ) - Erkeshtam (KG)      | -                     | -         |
| E 008    | Douchanbé (TJ) - frontière chinoise | -                     | -         |
| E 009    | Jirgatol (TJ) - frontière aghane    | -                     | -         |
| E 010    | Och - Bichkek (KG)                  | -                     | -         |
| E 011    | Kokpek (KZ) - Tyup (KG)             | -                     | -         |
| E 012    | Almaty - frontière chinoise (KZ)    | -                     | -         |
| E 013    | Sary-Osek - Koktal (KZ)             | -                     | -         |
| E 014    | Usharal - Droujba (KZ)              | -                     | -         |
| E 015    | Taskesken - Bakhty (KZ)             | -                     | -         |
| E 016    | Zapadnoe - Astana (KZ)              | -                     | -         |
| E 017    | Ielabouga - Oufa (KZ)               | -                     | -         |
| E 018    | Djezkazgan - Uspenovka (KZ)         | -                     | -         |
| E 019    | Petropavl - Zapadnoe (KZ)           | -                     | -         |